# ابانگ-امبانگ
ابانگ-امبانگ (به لاتین: Abong-Mbang) در کامرون است که در east province (cameroon) واقع شده‌است.